# 격자 세포
격자세포(grid cell)는 쥐의 뇌에서 발견된 신경세포의 유형으로 인간을 포함한 다른 동물의 뇌에도 존재할 것으로 예상된다. 이를 위한 전형적인 실험 방법은, 각각의 신경세포의 활동을 기록할 수 있는 전극을 쥐의 대뇌피질에 삽입하면 쥐가 열린 공간에서 자유롭게 움직이고 동시에 신경세포의 활동이 기록된다. 만약 신경세포가 활동 전위를 방출할 때마다 쥐의 머리에 점을 위치시킨다면 그 점들은 작은 클러스터들의 모임을 형성하고 클러스터는 이등변 삼각형의 꼭짓점을 만든다. 이러한 삼각형 패턴이 격자세포가 다른 공간적인 반응을 보이는 세포들과 다른 특이점이다. 대조적으로 위치 세포(place cell) 역시 작은 클러스터를 형성하지만 주어진 환경에서 대체로 하나의 클러스터만을 형성하고 다수의 클러스터가 보일 경우 라도 그들의 배열에는 규칙성이 없다.
격자세포는 2005년 Edvard Moser, May-Britt Moser와 그들의 학생들에 의해서 발견됐다. 이웃세포들과 모든 같은 거리에서 공간적으로 반응하는 장(field)은 유클리드 공간의 인지적 표현을 암호화 한다는 가설을 유도한다. 또한 이 발견은 위치와 방향에 관한 지속적인 정보에 대한 자기-위치의 역동적인 계산의 메커니즘을 암시한다. 격자 세포가 특별히 관심을 끄는 이유는 격자 공간내에서 규칙성이 동물에게 주입된 어떤 환경이나 외부자극의 규칙성에 의한 것이 아니라는 것이다. 다시 말해서 격자 세포는 뇌 안에서 설계된 공간적 구조의 요약을 표현하며 오히려 뇌가 환경에 공간적 구조나 규칙을 부여함을 암시한다. 그래서 격자 세포의 발견은 어쩌면 유클리드 공간이 인식 주체 외부환경의 정보에 의한 것이 아니라 선험적인 것이라는 이마누엘 칸트의 선험적 종합판단을 증명한다고 할 수 있다.
격자 세포는 신경세포의 종류로서 자유롭게 움직이는 동물이 작은 지역을 돌아 다닐 때 반응하는데 그 반응은 주기적인 크기와 배열에서 대체로 동물이 움직이는 지역과 동일한 양상을 보인다. 이러한 반응의 패턴을 보이는 세포들은 뇌의 dMEC의 모든 층에서 발견되었지만 층별로 각기 다른 점을 보인다. 층(ii)에 존재하는 가장 큰 밀도의 순수한 격자세포는 동물이 격자 지역에서 움직이는 방향과 관계없이 동등하게 반응한다.더 깊은 층에 있는 격자 세포는 연접한 격자의 세포와 섞이고 방향성을 보이기도 한다. 서로 근접하게 놓인 격자 세포는 일반적으로 같은 격자 공간과 방향성을 보이는데 그들의 격자점은 명백히 무질서한 갈라짐을 보인다. 하지만 분리된 전극으로 기록된 세포들은 종종 다른 격자 공간을 보이기도 한다.
격자 공간의 총 범위는 아직 완벽히 확립되지 않았다. 최초의 보고는 2배의 격자 공간에 대한 것이지만 그 내부에는 고려할 만한 더 큰 격자 크기가 존재한다. Brun et al. (2008)은 다수의 위상을 가진 격자세포를 18미터의 트랙을 달리는 쥐에서 찾았고 격자 공간이 25센티미터에서 3미터까지 확장했음을 보고했다. 이러한 기록은 격자점까지 3/4만큼 확장한 것으로 훨씬 더 큰 격자 역시 존재가능하다.
격자 세포의 활동은 주변 환경의 모든 빛을 차단해도 변하지 않기 때문에 시각정보의 입력을 필요로 하지 않음을 알 수 있다. 하지만 시각적인 신호가 존재할 때 격자 배열에 대한 강한 통제를 발휘할 수 있었는데 시각신호 카드를 회전시킬 때 같은 정도로 격자의 패턴도 회전했다. 격자의 패턴은 동물이 새로운 환경에 처음 등장했을 때 나타났고 그 이후로는 일반적으로 안정하게 유지되었다. 동물이 완전히 다른 환경에 처하게 되면 격자 세포는 그들의 격자 공간을 유지하고 이웃 세포의 격자도 그들의 상대적인 배열을 유지했다.

## 같이 보기
- 사람 세포 유형 목록